# Park Wielkopolski w Warszawie

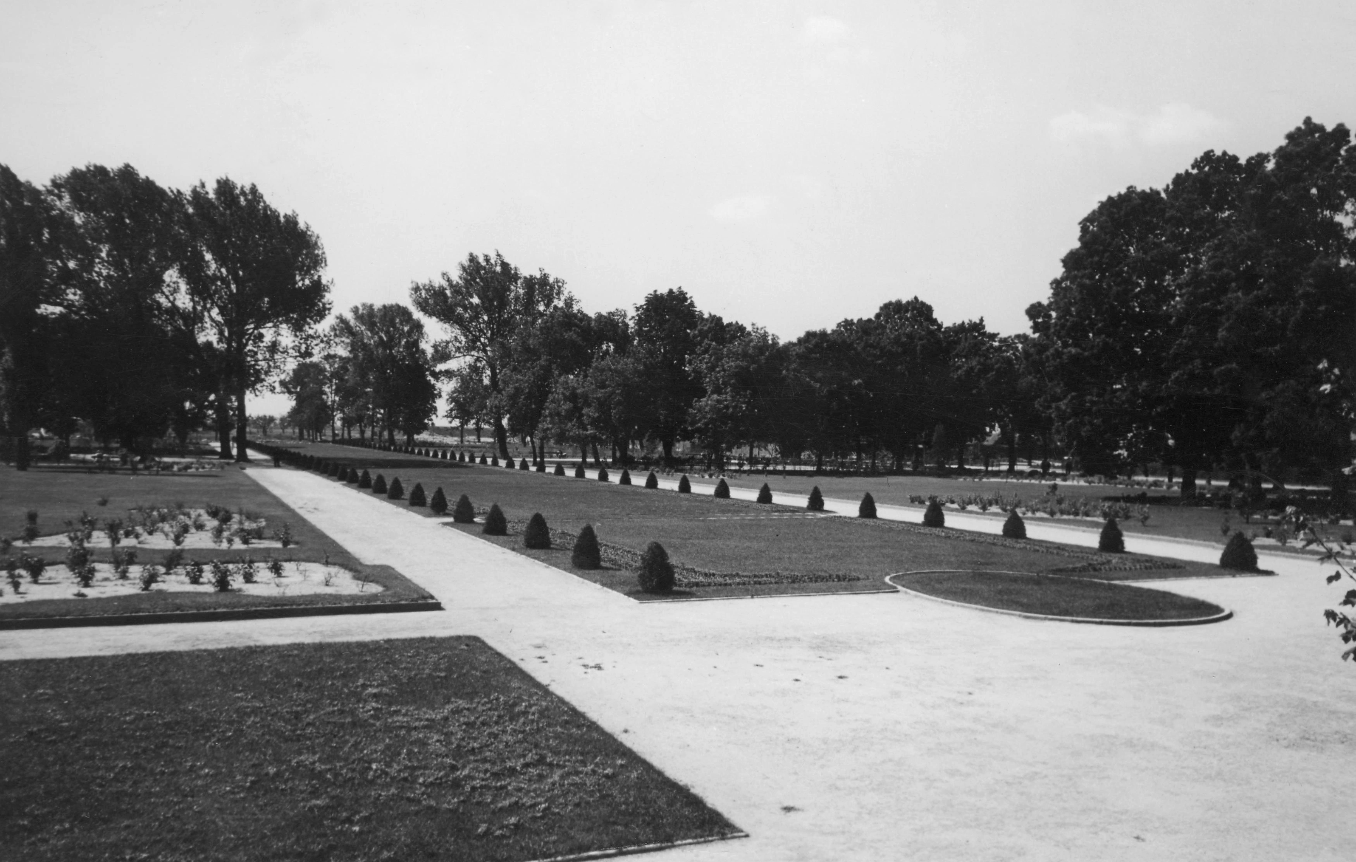
Zieleniec Wielkopolski w 1938 roku

Park Wielkopolski, także Zieleniec Wielkopolski – zabytkowy park znajdujący się w warszawskiej dzielnicy Ochota, w kwartale ulic: Łęczyckiej, Wawelskiej, Górnickiego i Filtrowej.

## Opis
Park został założony w 1938 roku jako pokryty zielenią skwer według projektu Zygmunta Hellwiga i Leona Danielewicza. Główną osią parku jest aleja Wielkopolski, którą wytyczono wcześniej, w latach 1932–1935.
W 1983 roku park został wpisany do rejestru zabytków.
W 2006 roku części skweru położonemu między ulicami: Reja, Krzyckiego i Dantyszka nadano nazwę Sue Ryder.
Na terenie parku znajdują się trzy pomniki przyrody – dwa jesiony wyniosłe (Fraxinus excelsior) oraz topola.